# Портулакария
Портулакария (лат. Portulacaria) — род суккулентных растений семейства Дидиереевые (Didiereaceae).

## Название
Родовое латинское (научное) название Portulacaria происходит от рода растений Portulaca и латинского суффикса -arius, указывающего на принадлежность.

## Ботаническое описание
Растения данного рода отличаются наличием сочных голых кустарников с толстыми, иногда восковидными ветвями. Листья супротивные и сочные.
Цветки собраны в пучки на концах веточек. Количество чашелистиков равно двум, становятся жесткими и прочными. Лепестки срастаются, образуя короткую трубку, в которой присутствуют 4 или 5 обратнояйцевидных лопастей. Число тычинок варьирует от 4 до 7, и они соединены с лепестками, при этом пыльники часто разрываются. Завязь верхняя и имеет форму треугольника или узкой трехкрылки. В ней находится одиночный базальный семязачаток. Форма завязи короткая, а количество рылец – 3. Плоды растений представляют собой тонкостенные трехкрылые орешки, которые не открываются в процессе созревания.
Количество хромосом — 11.

## Распространение
Природный ареал — Ангола, Кения, Мозамбик, Намибия, Эсватини и ЮАР. Интродуцирован на Сицилии (Италия).

## Таксономия
Portulacaria Jacq., первое упоминание в Collectanea 1: 160 (1787).
Типовой вид — Портулакария африканская (Portulacaria afra). Многолетнее древовидное растение, в своей естественной среде оно может достигать высоты до 3,5 метра, но в культуре обычно растет до 70 см. У него мясистый ствол серо-коричневого цвета, а крона сильно разветвлена. Молодые побеги имеют красноватый оттенок. Листья этого растения небольшие, около 2 см в длину, мясистые и зеленые, они расположены супротивно друг другу. В период цветения образует многочисленные мелкие розовые цветки, собранные в верхушечные соцветия-грозди.

### Синонимы
Гомотипные (основанные на одном и том же номенклатурном типе):
- Haenkea Salisb. (1796), nom. superfl.

Гетеротипные (основанные на разных номенклатурных типах):
- Ceraria H.Pearson & Stephens (1912)

### Виды
Подтвержденные виды по данным сайта Plants of the World Online на 2023 год:
- Portulacaria afra Jacq. — Портулакария африканская
- Portulacaria armiana van Jaarsv.
- Portulacaria carrissoana (Exell & Mendonça) Bruyns & Klak
- Portulacaria fruticulosa (H.Pearson & Stephens) Bruyns & Klak
- Portulacaria longipedunculata (Merxm. & Podlech) Bruyns & Klak
- Portulacaria namaquensis Sond.
- Portulacaria pygmaea Pillans

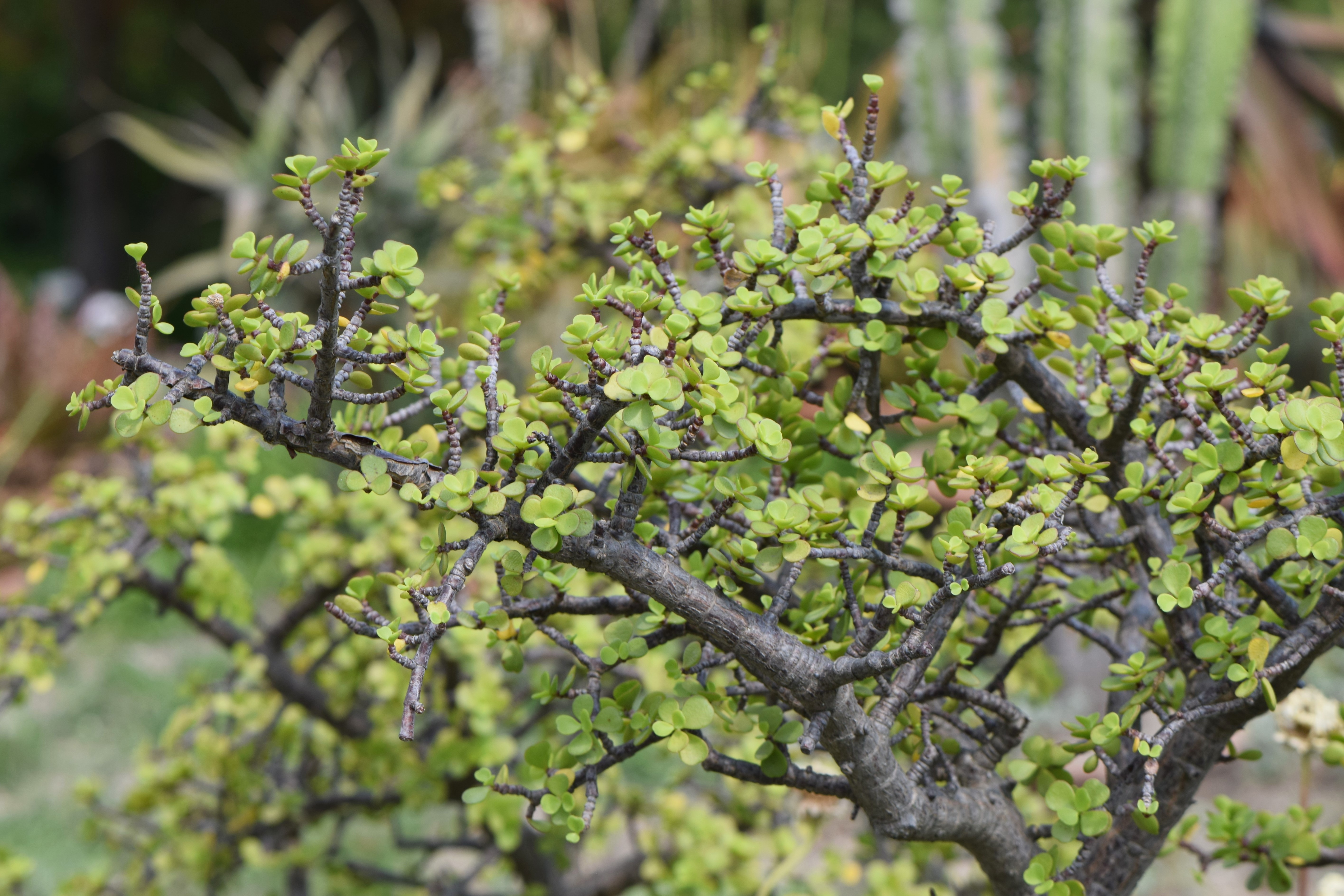
Portulacaria afra
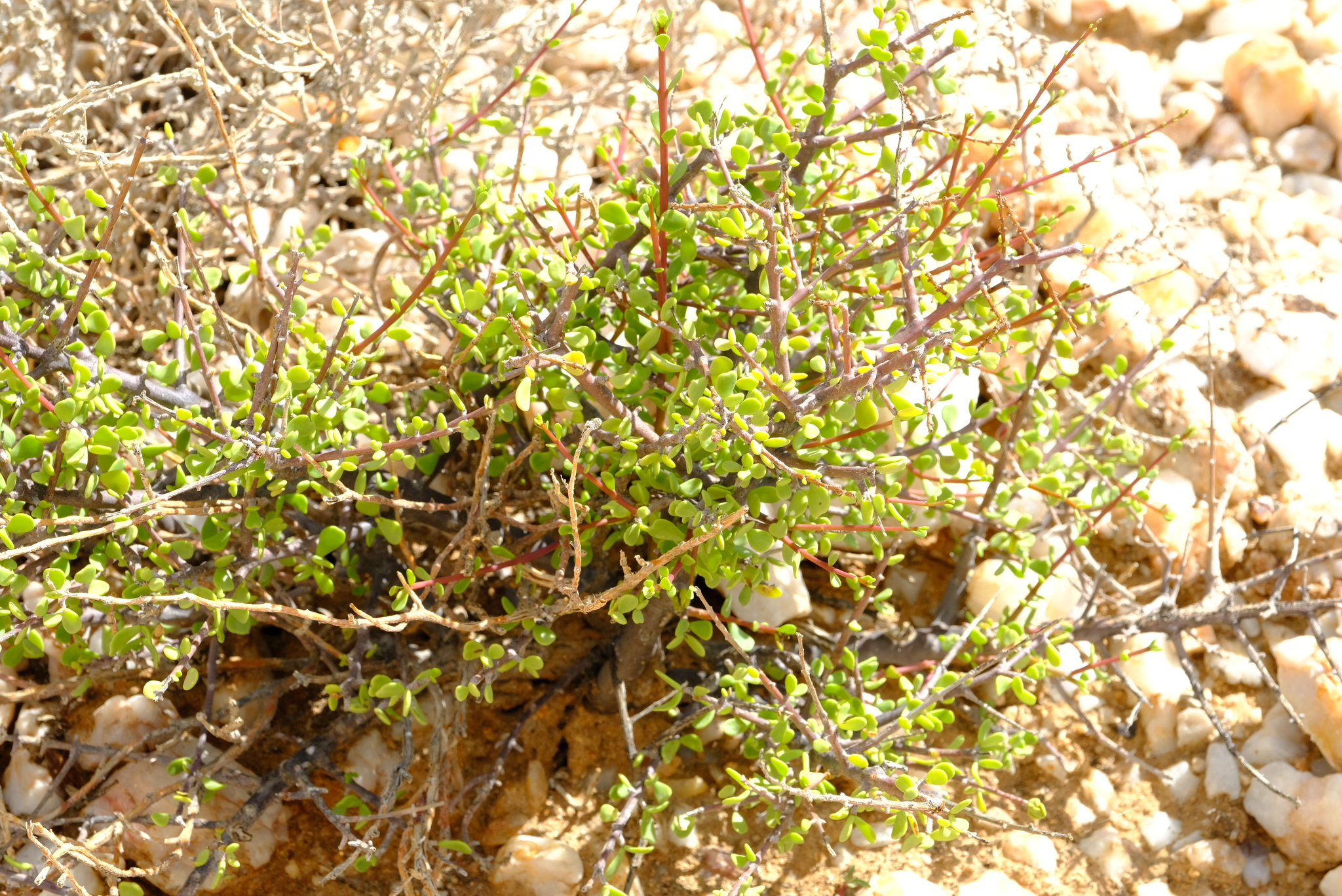
Portulacaria fruticulosa
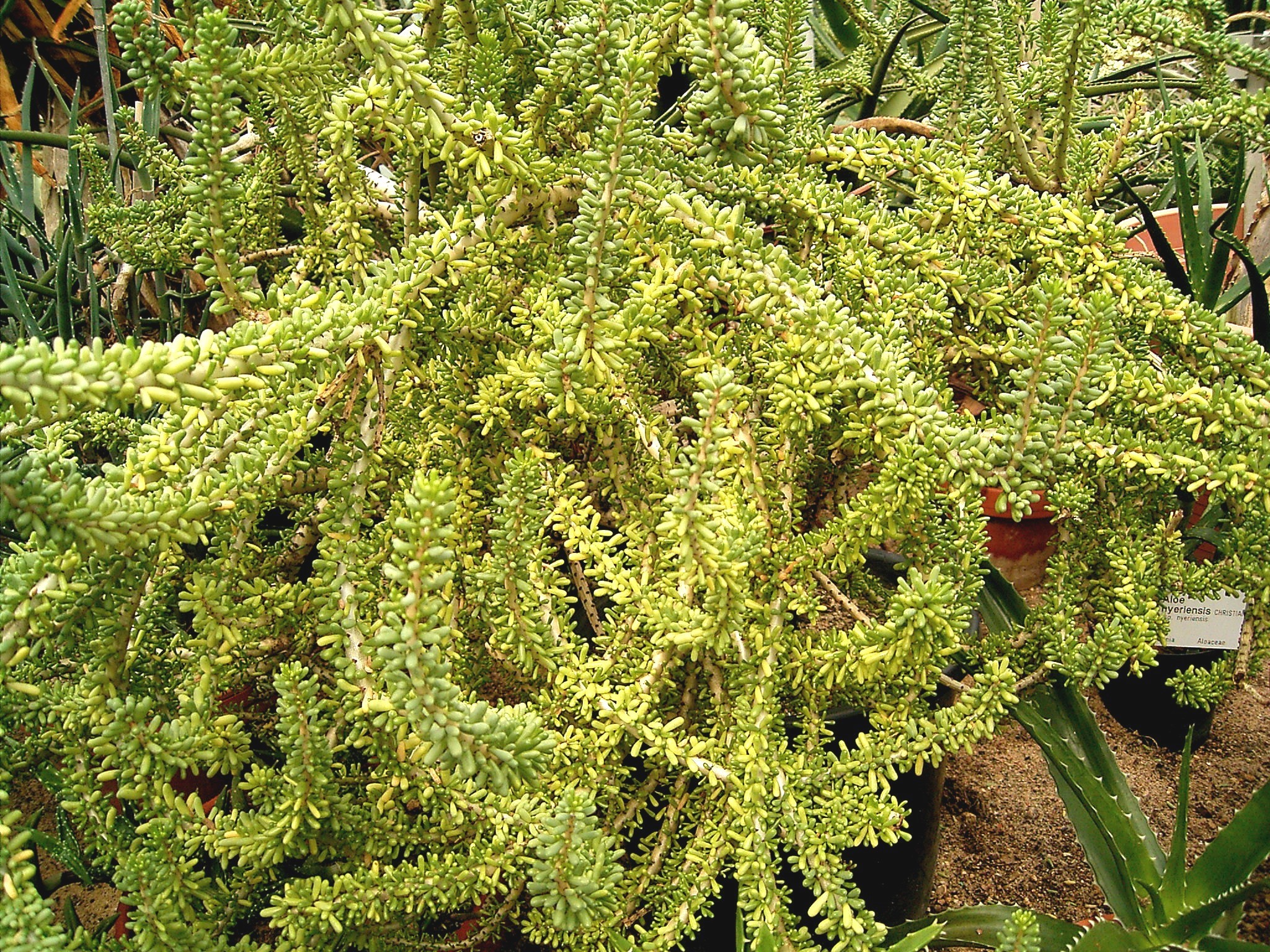
Portulacaria namaquensis
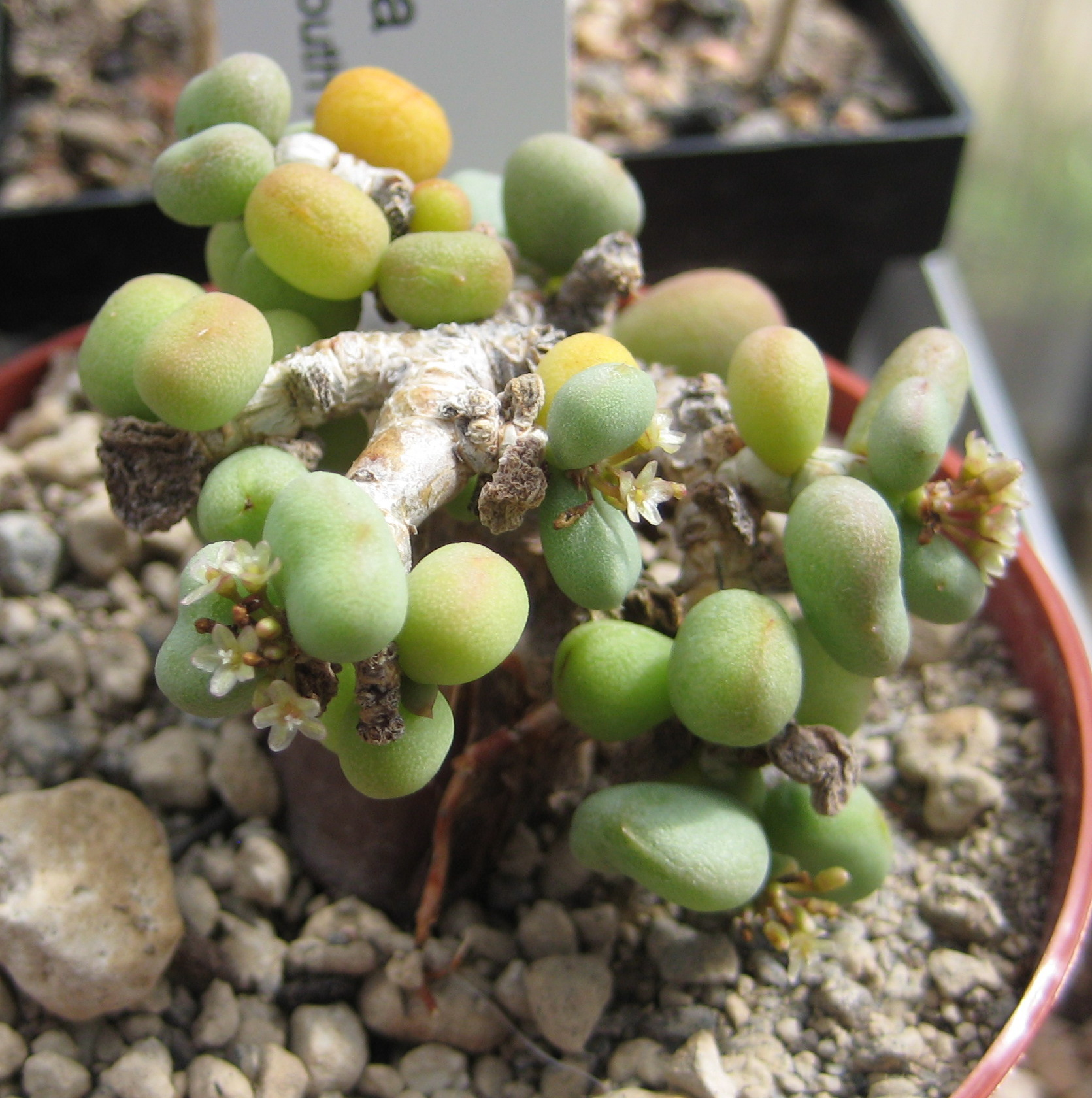
Portulacaria pygmaea